# إريك آدامز (سياسي)
إريك ليروي آدامز (من مواليد 1 سبتمبر 1960) هو سياسي أمريكي وضابط شرطة سابق. يشغل حاليًا منصب عمدة مدينة نيويورك رقم 110 منذ عام 2022. كان آدامز عضوًا معتدلًا أيديولوجيًا في الحزب الديمقراطي، شغل منصب ضابط في شرطة النقل بمدينة نيويورك ولاحقًا في قسم شرطة مدينة نيويورك لأكثر من 20 عامًا وتقاعد برتبة نقيب. خدم في مجلس شيوخ ولاية نيويورك من عام 2006 إلى عام 2013، ممثلاً لمنطقة مجلس الشيوخ العشرين في بروكلين. في نوفمبر 2013، انتخب آدامز رئيسًا لبروكلين بورو، وهو أول أمريكي من أصل أفريقي يتولى هذا المنصب، وأُعيد انتخابه في نوفمبر 2017.
انتخب آدامز عمدة لمدينة نيويورك في انتخابات عمدة المدينة لعام 2021. حصل على ترشيح الحزب الديمقراطي بعد فوزه بفارق ضئيل في انتخابات تمهيدية ديمقراطية مزدحمة لرئاسة البلدية والتي استخدمت التصويت في جولة الإعادة الفورية (تصويت الاختيار المُرتب). في الانتخابات العامة، حقق آدامز فوزًا ساحقًا على المرشح الجمهوري كيرتس سليوا [الإنجليزية]. أدى آدامز اليمين كرئيس للبلدية بعد وقت قصير من منتصف ليل 1 يناير 2022. وبصفته رئيسًا للبلدية، اتخذ ما يُنظر إليه على أنه نهج صارم تجاه الجريمة وأعاد تقديم وحدة من ضباط الشرطة بملابس مدنية كانت الإدارة السابقة قد حلتها، نفذ أيضًا سياسة عدم التسامح مطلقًا مع المشردين الذين ينامون في عربات مترو الأنفاق إلى جانب زيادة تواجد الشرطة.

## الآراء السياسية والمجتمعية
واجه إريك آدامز متظاهرين مؤيدين للفلسطينيين في مانهاتن كانوا يهتفون: "يديك ملطخة بالدماء إيريك آدامز" و"كم عدد الأطفال الفلسطينيين الذين يجب أن يقتلوا حتى تدعوا إلى وقف إطلاق النار؟" " فأجاب آدامز ببساطة: "أعيدوا الرهائن الإسرائيليين إلى وطنهم".
كما اتخذ آدامز موقفا حازما في دعم الجالية اليهودية، وحق إسرائيل في الدفاع عن نفسها، ودعا إلى إطلاق سراح الرهائن الذين تحتجزهم حماس. يذكر أن آدامز أجرى زيارة رسمية إلى إسرائيل في أغسطس 2023، حيث التقى بمسؤولين إسرائيليين بما في ذلك رئيس الوزراء بنيامين نتنياهو وأجرى نقاشات حول مواضيع مختلفة مثل الإصلاح القضائي والأزمة.